# Chyjice
Chyjice (en allemand : Kijitz) est une commune du district de Jičín, dans la région de Hradec Králové, en République tchèque. Sa population s'élevait à 169 habitants en 2022.

## Géographie
Chyjice se trouve à 8 km au sud-ouest de Jičín, à 43 km au nord-ouest de Hradec Králové et à 71 km au nord-est de Prague.
La commune est limitée par Bukvice au nord, par Veliš et Kostelec à l'est, par Jičíněves au sud, par Údrnice au sud-ouest, par Bystřice à l'ouest, et par Střevač au nord-ouest.

## Histoire
La première mention écrite de la localité date de 1323.

## Galerie

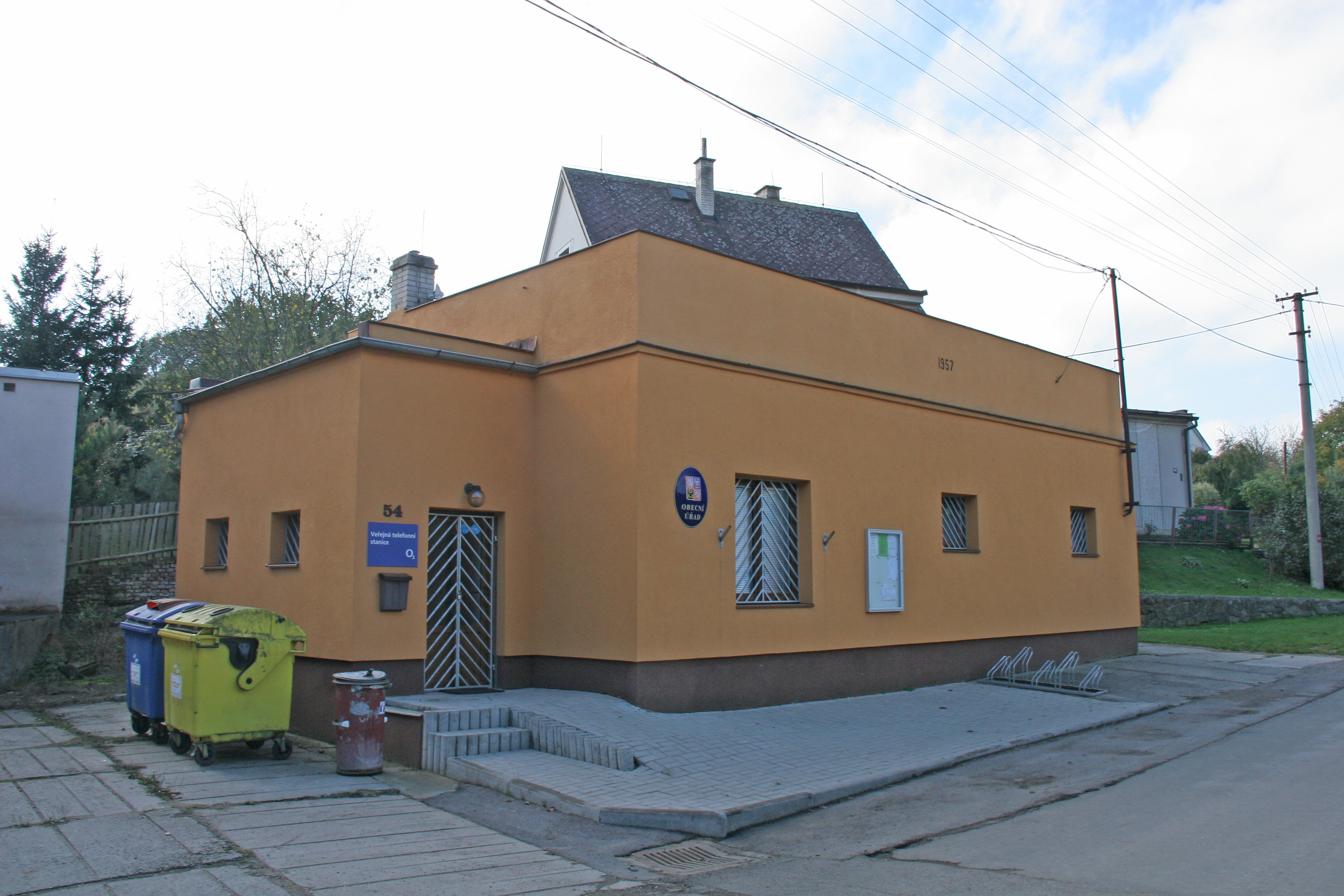
Chyjice : la mairie.
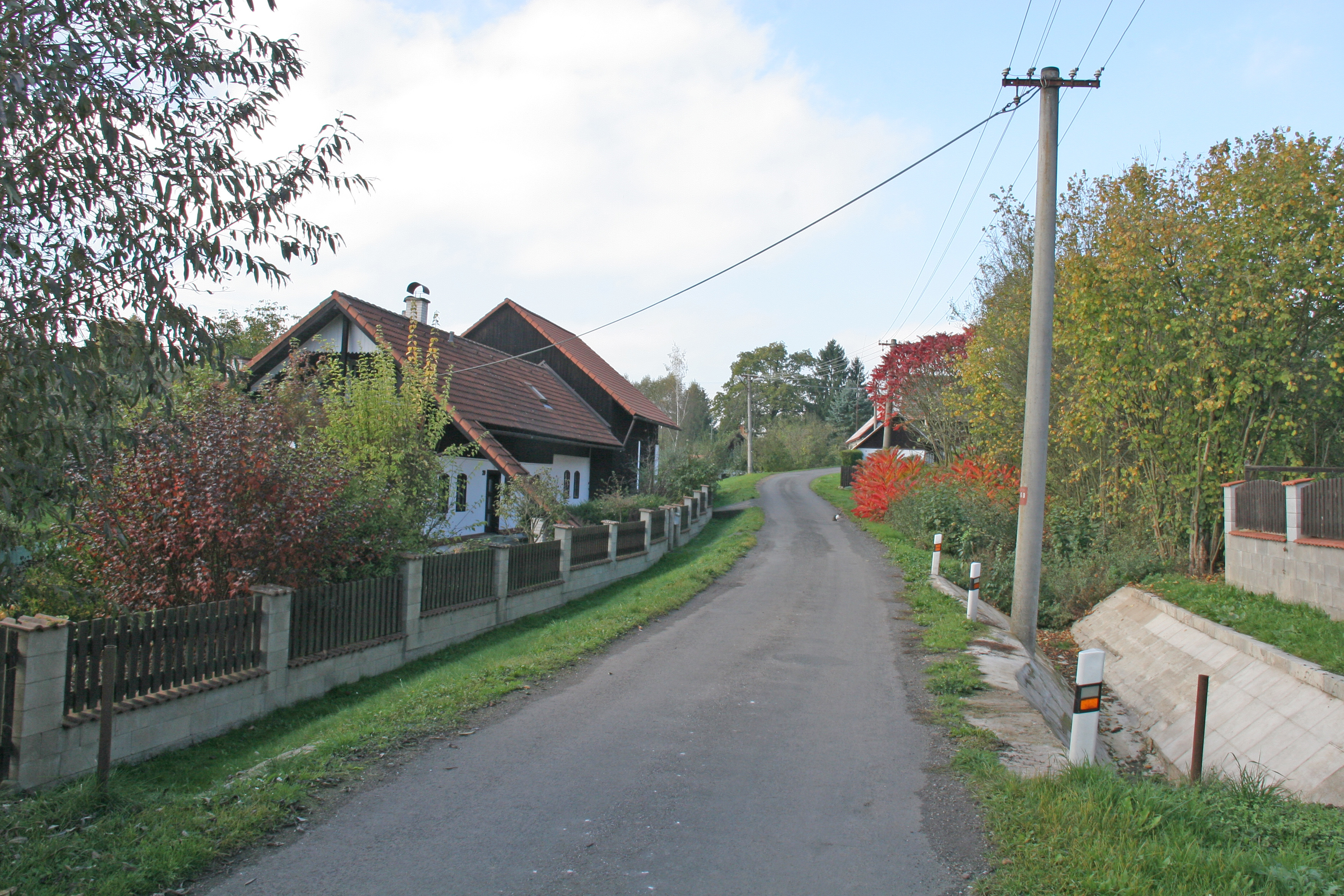
Rue de Chyjice.

## Transports
Par la route, Chyjice se trouve à 12 km de Jičín, à 54 km de Hradec Králové et à 90 km de Prague. 